# S-520

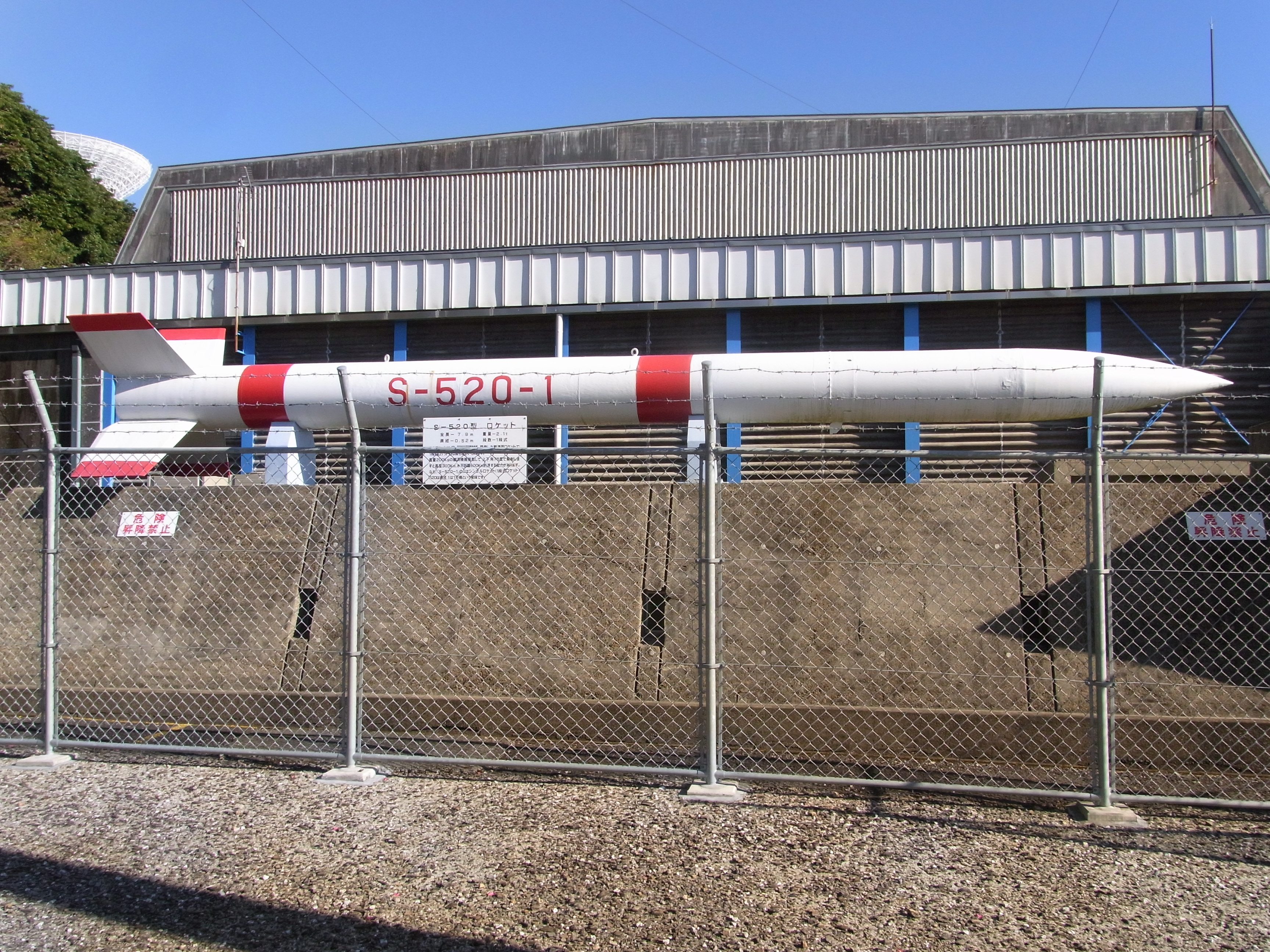
Modelo de foguete S-520 Rocket no centro espacial de Uchinoura da JAXA.

S-520, é um foguete de sondagem de origem japonesa, desenvolvido no final da década de 70, esse foi um foguete de
grande porte. Ele era equipado opcionalmente com um controle de atitude nos três eixos e um sistema de recuperação. Tinha a capacidade de conduzir 100 kg de carga
útil a uma altitude de 300 km, possibilitando mais de 5 segundos em ambiente de microgravidade para os experimentos.

## Desenvolvimento
O modelo S-520, foi desenvolvido para substituir os modelos K-9M e K-10, e foi
bem sucedido em dobrar a capacidade de carga útil do K-9M usando combustível de alta performance, empuxo dual otimizado e estrutura construtiva mais leve. A experiência
advinda do S-310 com o motor de combustão dual e o novo sistema de controle de atitude em voo, permitiram um voo muito estável desde o primeiro lançamento em janeiro
de 1980. As qualidades do S-520, tais como: simplicidade do voo com apenas um estágio, definição de controles de segurança relativos ao impacto em alto mar, redução de
custos por lançamento, incentivaram o uso desse modelo.

## Construção
O combustível composto do tipo HTPB, era moldado no invólucro da mesma forma que no primeiro estágio do veículo lançador Mu. O grão do combustível era único, mas gerava
um comportamento de empuxo dual, similar ao do S-310. A parte inicial do grão tinha um formato de estrela de sete pontas, gerando um empuxo maior por um curto período,
a parte final do grão tinha um formato tubular simples, gerando um empuxo menor porém por um período mais longo. A tubeira, com uma taxa de expansão de 8:1, foi
projetada de forma a melhorar o impulso específico efetivo. A câmara de combustão usava aço de alta resistência HT-140. Para diminuir o peso e aumentar a resistência
ao calor, as bordas das aletas eram feitas de Titânio, e o corpo de placas de "honeycomb" de alumínio laminadas com fibra de vidro.
A carga útil com os experimentos científicos eram armazenados numa coifa cônica feita de fibra de vidro. Os instrumentos de controle comuns, ficavam numa sessão
cilíndrica intermediária. Opcionalmente, os módulo de controle de atitude e/ou recuperação podiam ser alojados entre os instrumentos comuns e o motor.

## Características
O S-520, era um foguete de apenas um estágio, movido a combustível sólido, com as seguintes características:
- Altura: 9 m
- Diâmetro: 52 cm
- Massa total: 2.200 kg
- Carga útil:
- Apogeu: 430 km
- Estreia: 18 de janeiro de 1980
- Último: 30 de agosto de 2010
- Lançamentos: 25